# Thomas B. Turley

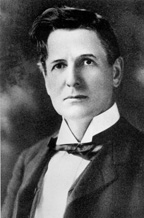
Thomas B. Turley

Thomas Battle Turley (* 5. April 1845 in Memphis, Tennessee; † 1. Juli 1910 ebenda) war ein US-amerikanischer Politiker der Demokratischen Partei. Von 1897 bis 1901 saß er für den US-Bundesstaat Tennessee im US-Senat. 

## Biographie
Turley wurde in Memphis geboren. Dort wuchs er auf und besuchte die Schule. Während des Amerikanischen Bürgerkrieges diente er in der Confederate States Army. Er geriet zeitweise in Kriegsgefangenschaft. Nachdem Tennessee wieder in die Union aufgenommen worden war, begann Turley ein Jurastudium an der University of Virginia. 1867 erlangte er den Abschluss. In den 1870er Jahren wurde er in die Anwaltskammer von Tennessee aufgenommen und praktizierte fortan in Memphis. 
Nach dem Tod von Isham G. Harris wurde Turley, der im gesamten Bundesstaat als Anwalt hoch geschätzt wurde, von Gouverneur Robert Love Taylor zu Harris’ Nachfolger im Senat ernannt. Später wurde er von der Tennessee General Assembly für die verbliebene Amtszeit von Harris gewählt. 1901 zog er sich aus dem Senat zurück, nachdem er frühzeitig erklärt hatte, nur die ursprüngliche Amtszeit von Harris dienen zu wollen. 
Er kehrte nach Memphis zurück und war bis zu seinem Tod als Rechtsanwalt tätig. Turley wurde auf dem Elmwood Cemetery in seiner Geburtsstadt beigesetzt.